# Greensburg (Pennsylvania)
Greensburg település az Amerikai Egyesült Államok Pennsylvania államában, Westmoreland megyében, melynek megyeszékhelye is. Lakosainak száma 14 976 fő (2020. április 1.).

## Népesség
A település népességének változása:

| 2010 | 14 892 |
| 2020 | 14 976 |